# ナムディ・オドゥアマディ
ナムディ・オドゥアマディ・チディエベレ（Nnamdi Oduamadi Chidiebere、1990年10月17日 - ）は、ナイジェリアのサッカー選手。元ナイジェリア代表。KFティラナ所属。ポジションはFW。ユニフォームの名前であるオドゥ（Odu）の名でも知られている。

## クラブ歴

### ユース
ラゴスに生まれ、7歳の時にペプシ・フットボールアカデミーでサッカーを始めた。2008年にナイジェリアを去ってACミランの下部組織に入ったものの、行政的な問題から契約は2009年1月まで為されなかった。下部組織に2年在籍し、U-20ではコッパ・イタリア・プリマヴェーラを2010年に25年ぶりに制した。
2010-11シーズンの開始に際して、ミランは所有権の半分を350万ユーロでジェノアCFCに売却した事を発表、これはソクラティス・パパスタソプーロスの所有権の半分との交換であった。しかしその後も彼はミランに残り続け、トップチームの一員に名を連ねていた。セリエA初出場となったのは2010年9月18日のカルチョ・カターニア戦でクローザーとしての途中投入であった。しかしこのシーズン、この試合の他にトップチームでの出場機会はなく、専らU-20チームにオーバーエイジとして参戦するに止まり、トルネオ・ディ・ヴィアレッジョにも参戦した。

### トリノ
2011-12シーズンの開始時にジェノアとの共同保有は終了し従前の状態に戻った。だだが彼はセリエBのトリノFCにレンタル移籍の運びとなった。11試合に出場し3得点。

### ヴァレーゼ、ブレシア
2012-13シーズンは同じくセリエBのヴァレーゼ・カルチョSSDにレンタル移籍。
2013-14シーズンは初めにセリエBのブレシア・カルチョにレンタル移籍。その後2014年1月31日に再びヴァレーゼにレンタル移籍となった。

### クロトーネ、ラティーナ
2014年8月8日にはFCクロトーネにレンタル移籍。2015年1月21日にUSラティーナ・カルチョにレンタル移籍。

### シャンルウルファスポル
2015年7月22日にはTFF1.リグのシャンルウルファスポルに1シーズンのレンタル移籍。しかし契約は夏の移籍市場が閉まりきる前に解除され再びミランに戻る事となった。

### HJKヘルシンキ
2016年3月22日にHJKヘルシンキに12月31日までの契約でレンタル移籍。2016年5月26日にHIFK Fotbollとのダービーマッチで決勝点を挙げた。

## 代表歴
U-17代表としてペプシ・フットボールアカデミー在籍時代に出場経験がある。その後U-20代表として2009 FIFA U-20ワールドカップのメンバーに招集されたものの、ハムストリングの負傷によって最終メンバーから漏れた。
A代表初出場となったのは2011年3月29日のケニア代表戦で、後半からの途中出場であった。2年後に行われた2014 FIFAワールドカップ・アフリカ予選のケニア代表戦では94分に同点弾を撃ちこんだ。
FIFAコンフェデレーションズカップ2013のメンバーにも選出され、開幕戦となったタヒチ代表戦でハットトリックを達成した。

## 個人成績
2016年10月16日現在

### クラブ
| 2010-11      | ミラン                 | 90           | セリエA        | 1        | 0        | 0          | 0          | 1        | 0        |
| 2011-12      | トリノ                 | 90           | セリエB        | 11       | 3        | 0          | 0          | 11       | 3        |
| 2012-13      | ヴァレーゼ             | 7            | セリエB        | 16       | 2        | 0          | 0          | 16       | 2        |
| 2013-14      | ブレシア               | 20           | セリエB        | 14       | 0        | 2          | 1          | 16       | 1        |
| 2013-14      | ヴァレーゼ             | 30           | セリエB        | 12       | 4        | -          | -          | 12       | 4        |
| 2014-15      | クロトーネ             | 29           | セリエB        | 12       | 1        | 1          | 0          | 13       | 1        |
| 2014-15      | ラティーナ             | 35           | セリエB        | 16       | 2        | -          | -          | 16       | 2        |
| トルコ       | トルコ                 | トルコ       | トルコ         | リーグ戦 | リーグ戦 | トルコ杯   | トルコ杯   | 期間通算 | 期間通算 |
| 2015-16      | シャンルウルファスポル |              | TFF1.          | 0        | 0        | 0          | 0          | 0        | 0        |
| イタリア     | イタリア               | イタリア     | イタリア       | リーグ戦 | リーグ戦 | オープン杯 | オープン杯 | 期間通算 | 期間通算 |
| 2015-16      | ミラン                 |              | セリエA        | 0        | 0        | 0          | 0          | 0        | 0        |
| フィンランド | フィンランド           | フィンランド | フィンランド   | リーグ戦 | リーグ戦 | オープン杯 | オープン杯 | 期間通算 | 期間通算 |
| 2016         | HJK                    | 90           | ヴェイッカウス | 28       | 7        | 2          | 1          | 30       | 8        |
| 通算         | イタリア               | イタリア     | セリエA        | 1        | 0        | 0          | 0          | 1        | 0        |
| 通算         | イタリア               | イタリア     | セリエB        | 81       | 12       | 3          | 1          | 84       | 13       |
| 通算         | トルコ                 | トルコ       | TFF1.          | 0        | 0        | 0          | 0          | 0        | 0        |
| 通算         | フィンランド           | フィンランド | ヴェイッカウス | 28       | 7        | 2          | 1          | 30       | 8        |
| 総通算       | 総通算                 | 総通算       | 総通算         | 110      | 19       | 5          | 2          | 115      | 21       |

### 代表
| ナイジェリア代表 | ナイジェリア代表 | ナイジェリア代表 |
| 年               | 出場             | 得点             |
| ---------------- | ---------------- | ---------------- |
| 2012             | 1                | 0                |
| 2013             | 11               | 4                |
| 2014             | 1                | 0                |
| 計               | 13               | 4                |

代表での得点一覧
| No | 日附          | 場所                                                               | 対戦相手 | 得点 | 結果 | 大会                                     |
| -- | ------------- | ------------------------------------------------------------------ | -------- | ---- | ---- | ---------------------------------------- |
| 1. | 2013年3月23日 | カラバル・U.J.エスエネ・スタジアム                                 | ケニア   | 1–1  | 1–1  | 2014 FIFAワールドカップ・アフリカ2次予選 |
| 2. | 2013年6月17日 | ベロオリゾンテ・エスタジオ・ゴベルナドール・マガリャンイス・ピント | タヒチ   | 2–0  | 6–1  | FIFAコンフェデレーションズカップ2013     |
| 3. | 2013年6月17日 | ベロオリゾンテ・エスタジオ・ゴベルナドール・マガリャンイス・ピント | タヒチ   | 3–0  | 6–1  | FIFAコンフェデレーションズカップ2013     |
| 4. | 2013年6月17日 | ベロオリゾンテ・エスタジオ・ゴベルナドール・マガリャンイス・ピント | タヒチ   | 5–1  | 6–1  | FIFAコンフェデレーションズカップ2013     |

## タイトル
ミラン
- セリエA (1): 2010–11